# Porochilus
Porochilus es un género de peces actinopeterigios de agua dulce, distribuidos por ríos y lagos del sureste de Asia e islas de Oceanía.

## Especies
Existen cuatro especies reconocidas en este género:
- Porochilus argenteus (Zietz, 1896)
- Porochilus meraukensis (Weber, 1913)
- Porochilus obbesi Weber, 1913
- Porochilus rendahli (Whitley, 1928)